# Pepijn Schoneveld
Pepijn Schoneveld, né le 8 février 1985 à Twello,, est un acteur et artiste de cabaret néerlandais.

## Filmographie

### Cinéma
- 2010 : Win/Win : Patrick
- 2012 : Bowy is inside : Tjerk
- 2013 : De wederopstanding van een klootzak (nl) : Titus
- 2014 : Ik Hartje Oost : Alex
- 2015 : SpangaS in actie (nl) : Frits van Veen
- 2017 : Weg van Jou (nl) : Rob

### Téléfilms
- 2009 : Sorry Minister (nl) : Peter
- 2009 : Gooische vrouwen (nl) : L'agresseur
- 2010 : Feuten (nl) : Joep Heineken
- 2010 : S1ngle (nl) : Le Chef
- 2011-2012 : Mixed Up : Thor van der Pas
- 2012 : Moordvrouw : Arthur Waals
- 2014-2015 : SpangaS : Frits van Veen
- 2016-2018 : Dokter Deen (nl) : Kleine Teun

## Cabaret
- 2013-2014 : Meneer Jongetje
- 2015-2016 : Morgen Klaart Het Op
- 2017-2018 : Stante Pede